# 赤粉水道
赤粉水道，位于中华人民共和国广东省珠海市斗门区境内，北起横坑水道东口，承接荷麻溪分流，向东南流至粉洲沙仔尾，与螺洲溪汇合并流入黄杨河（原泥湾门水道）。全长6.25千米，弯曲系数1.01，河宽175～365m，主槽河床高程-2.7～-4.5m，平均坡降-0.16‰，总落差1.0米。